# Ingemar Ingevik
John Ingemar Ingevik, född 26 juni 1931 i Stora Tuna församling, Kopparbergs län, död 8 oktober 2012 i Stockholm (Domkyrkoförsamlingen), var en svensk fotbollsspelare, fotbollstränare, idrottsledare och politiker. Han var ursprungligen från Borlänge, men efter 1944 bosatt i Stockholm.
Ingevik värvades till bandysektionen i AIK men började sedermera spela i AIK Fotbolls reservlag. Efter a-lagsdebuten 1957 blev det 51 matcher i den svartgula tröjan, med uppflyttningen från division 2 1962 som främsta merit. Efter karriären var Ingevik fortsatt aktiv inom AIK som ledamot i styrelsen och tränare för fotbollslaget.
Ingevik tog examen som idrottslärare på GIH 1954 och arbetade som det fram till 1985.
Ingevik var politiskt verksam som socialdemokrat i Stockholms kommun. Han var biträdande socialborgarråd 1985–1991 och ordförande i kommunfullmäktige 1991–1998.  Han var också verksam inom bland annat nykterhetsrörelsen och var en period regeringens representant i riksidrottsstyrelsen. 
Ledarkarriär i urval:
- Svenska Fotbollförbundets tekniska kommitté (1963–1966).
- AIK (Fotbollsstyrelsen och speaker på AIK:s hemmamatcher, 1970-talet).
- Svenska Fotbollförbundet (utbildningskommittén, 1971–1976).
- AIK (ledamot i huvudstyrelsen 1999–2000, ordförande i huvudstyrelsen 2000–2002).
- IK Sirius (tränare, 1969–1970).